# Xanthoparmelia knoxii
Xanthoparmelia knoxii är en lavart som beskrevs av Elix. Xanthoparmelia knoxii ingår i släktet Xanthoparmelia och familjen Parmeliaceae.   Inga underarter finns listade i Catalogue of Life.